# 热夫尔勒沙皮特尔
热夫尔勒沙皮特尔（法語：Gesvres-le-Chapitre，法語發音：[ʒɛvʁ lə ʃapitʁ] ⓘ）是法国塞纳-马恩省的一个市镇，属于莫城区。

## 地理
热夫尔勒沙皮特尔（49°2'41"N, 2°51'6"E）面积4.23 平方千米，位于法国法蘭西島大區塞纳-马恩省，该省份为法国北部内陆省份，北起瓦兹省，西接埃松省、马恩河谷省、塞纳-圣但尼省和瓦兹河谷省，南至卢瓦雷省，东南接约讷省，东临马恩省和奥布省，东北接埃纳省。
与热夫尔勒沙皮特尔接壤的市镇（或旧市镇、城区）包括：圣苏普莱、巴尔西、福尔夫里、马西伊、蒙蒂永。

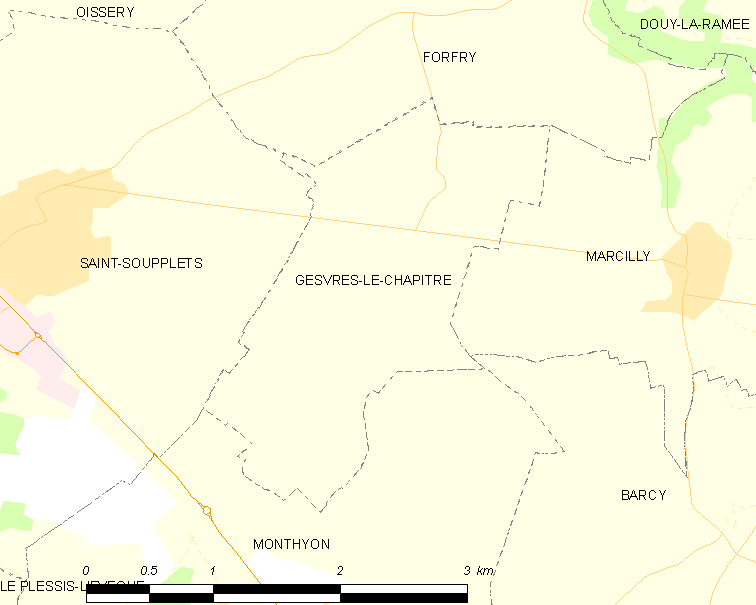
热夫尔勒沙皮特尔的OSM定位图

热夫尔勒沙皮特尔的时区为UTC+01:00、UTC+02:00（夏令时）。

## 行政
热夫尔勒沙皮特尔的邮政编码为77165，INSEE市镇编码为77205。

## 政治
热夫尔勒沙皮特尔所属的省级选区为克莱-苏伊县。

## 人口

1962-2008年间热夫尔勒沙皮特尔人口变化图示

热夫尔勒沙皮特尔于2022年1月1日时的人口数量为146人。